# María Elina Rúas
María Elina Rúas, que en algunas biografías figura como María Elena Rúas (Buenos Aires, 8 de septiembre de 1931-ibíd. 9 de julio de 2016) fue una actriz argentina de una amplia trayectoria en cine, teatro y televisión. Fue esposa del actor Jorge Rivera López.

## Carrera
Rúas se destacó como actriz de reparto en numerosos films durante la época de oro cinematográfica argentina y algunas contemporáneas, brillando junto a primeras figuras de la escena nacional, como Ángel Magaña, Duilio Marzio, Malisa Zini, Felisa Mary, Nélida Romero, Delia Garcés, Jorge Rivier, Fernanda García Lao y Hugo Arana, entre otras.
Siendo una actriz nacida y dedicada sobre todo al teatro, donde actuó con estrellas como Eva Franco, Luis Brandoni y Marta Bianchi, también mostró su vocación actoral en la pequeña pantalla.
En 2014 la Fundación SAGAI le entregó una estatuilla en reconocimiento a su trayectoria.
Falleció el 9 de julio de 2016, a los 84 años, en Buenos Aires.

## Filmografía
- 1951: Edad difícil
- 1954: Los ojos llenos de amor
- 1955: Mi marido y mi novio
- 1956: Alejandra
- 2005: Morir en San Hilario[5]
- 2008: No mires para abajo[6]

## Televisión
- 1954: Joyas del Teatro Breve
- 1955: Teatro universal[7]
- 1956: Ciclo de teatro policial[8]
- 1961: Yo ... soy el usted
- 1963: La familia Falcón
- 1982: Las 24 horas
- 1987: Ficciones
- 1992: Alta comedia
- 1993: Zona de riesgo
- 1993: Mi cuñado
- 1997: Archivo negro
- 1999: La mujer del presidente
- 2000: Primicias
- 2001: El sodero de mi vida

## Teatro
- Cuando Venus tuvo brazos (1952)
- Los expedientes (1957)
- Así es (si le parece) (1957)
- Los dioses aburren (1959)
- Poof
- Espíritu burlón (1966)
- Comedia negra (1967), dirigida por Juan José Bertonasco en el San Telmo.[9]
- Estela de madrugada
- Lo que nos dejó el río
- Isabel de Guevara
- El fantasma de Marsella (1970)
- A puerta cerrada (1970)
- El enemigo (1970)
- El malentendido (1970)
- Invitación al castillo (1971)
- La depresión (1971)
- Espacio abierto (1981)
- Bar La Costumbre (1982)
- Las de Barranco (1983)[10]
- Siete personajes femeninos (1984)
- La Chalequera (1986)
- Adiós, adiós, Ludovica (1987) , de Lermo R. Balbi, dirigida por Santiago Santángelo en el Teatro Nacional Cervantes.
- El viento sopla todavía
- Supongamos
- La mirada horrible[11]
- Siete veces Eva (2003), bajo la dirección de Beatriz Seibel.
- Babilonia (2008)[12]

## Galardones
En el 2012 la Asociación Argentina de Actores le otorgó el premio que entrega anualmente a los artistas mayores de 80 años.